# Mennevret
Mennevret est une commune française située dans le département de l'Aisne, en région Hauts-de-France.

## Géographie

### Hydrographie

#### Réseau hydrographique
La commune est traversée par la ligne de partage des eaux entre les bassins hydrographiques Artois-Picardie et Seine-Normandie. Elle est drainée par le Mépas, MENNEVRET et Molain,.

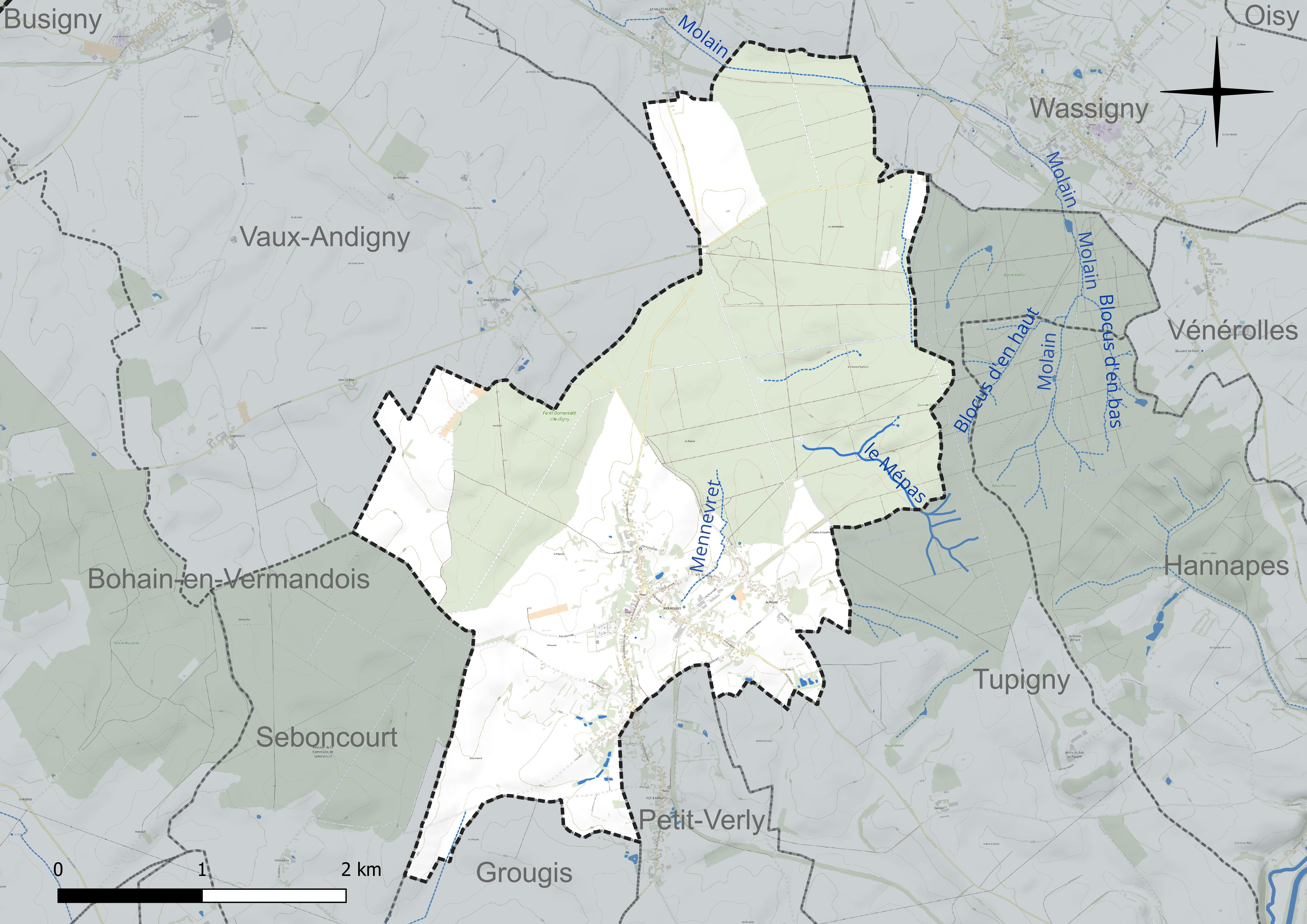
Réseau hydrographique de Mennevret.

#### Gestion et qualité des eaux
Le territoire communal est couvert par le schéma d'aménagement et de gestion des eaux (SAGE) « Escaut ». Ce document de planification concerne un territoire de 2 005 km2 de superficie, délimité par le bassin versant de l'Escaut. Le périmètre a été arrêté le 9 juin 2006 et le SAGE proprement dit a été approuvé le 13 juillet 2021. La structure porteuse de l'élaboration et de la mise en œuvre est le syndicat mixte Escaut et Affluents (SyMEA).
La qualité des cours d'eau peut être consultée sur un site dédié géré par les agences de l'eau et l'Agence française pour la biodiversité.

### Climat
Pour des articles plus généraux, voir Climat des Hauts-de-France et Climat de l'Aisne.
En 2010, le climat de la commune est de type climat des marges montargnardes, selon une étude du CNRS s'appuyant sur une série de données couvrant la période 1971-2000. En 2020, Météo-France publie une typologie des climats de la France métropolitaine dans laquelle la commune est exposée à un climat océanique altéré et est dans la région climatique Nord-est du bassin Parisien, caractérisée par un ensoleillement médiocre, une pluviométrie moyenne régulièrement répartie au cours de l'année et un hiver froid (3 °C).
Pour la période 1971-2000, la température annuelle moyenne est de 9,9 °C, avec une amplitude thermique annuelle de 14,7 °C. Le cumul annuel moyen de précipitations est de 810 mm, avec 12,4 jours de précipitations en janvier et 9,2 jours en juillet. Pour la période 1991-2020, la température moyenne annuelle observée sur la station météorologique la plus proche, située sur la commune de Fontaine-lès-Vervins à 29 km à vol d'oiseau, est de 10,5 °C et le cumul annuel moyen de précipitations est de 826,3 mm,. Pour l'avenir, les paramètres climatiques de la commune estimés pour 2050 selon différents scénarios d'émission de gaz à effet de serre sont consultables sur un site dédié publié par Météo-France en novembre 2022.

## Urbanisme

### Typologie
Au 1er janvier 2024, Mennevret est catégorisée commune rurale à habitat dispersé, selon la nouvelle grille communale de densité à 7 niveaux définie par l'Insee en 2022.
Elle est située hors unité urbaine et hors attraction des villes,.

### Occupation des sols
L'occupation des sols de la commune, telle qu'elle ressort de la base de données européenne d'occupation biophysique des sols Corine Land Cover (CLC), est marquée par l'importance des forêts et milieux semi-naturels (52,6 % en 2018), une proportion identique à celle de 1990 (52,6 %). La répartition détaillée en 2018 est la suivante : 
forêts (50,5 %), terres arables (28,4 %), zones agricoles hétérogènes (6,7 %), prairies (6,4 %), zones urbanisées (5,9 %), milieux à végétation arbustive et/ou herbacée (2 %).
L'évolution de l'occupation des sols de la commune et de ses infrastructures peut être observée sur les différentes représentations cartographiques du territoire : la carte de Cassini (XVIIIe siècle), la carte d'état-major (1820-1866) et les cartes ou photos aériennes de l'IGN pour la période actuelle (1950 à aujourd'hui).

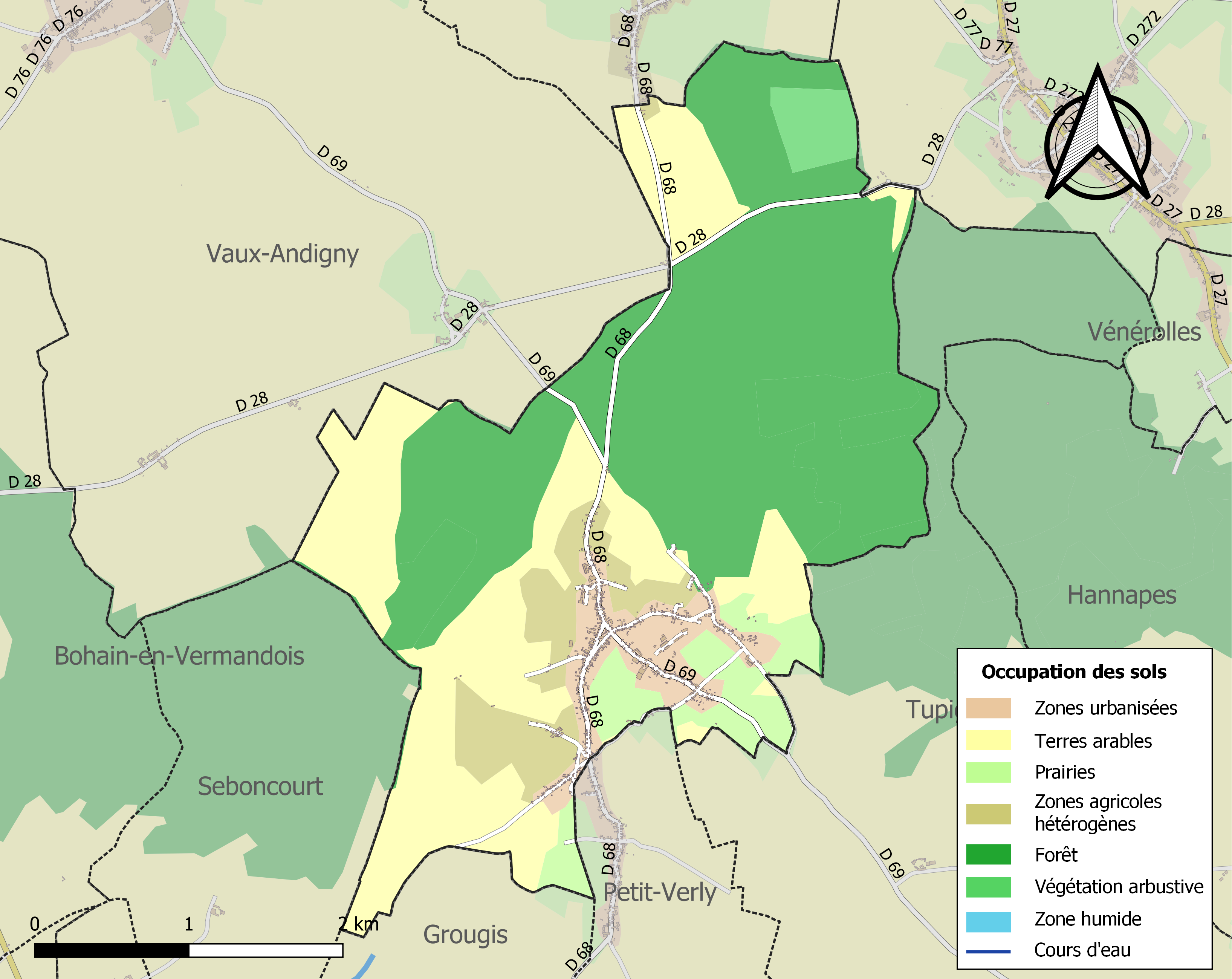
Carte de l'occupation des sols de la commune en 2018 (CLC).

### Habitat et logement
En 2018, le nombre total de logements dans la commune était de 322, alors qu'il était de 319 en 2013 et de 315 en 2008.
Parmi ces logements, 83,2 % étaient des résidences principales, 5,3 % des résidences secondaires et 11,5 % des logements vacants. Ces logements étaient pour 98,8 % d'entre eux des maisons individuelles et pour 0,3 % des appartements.
Le tableau ci-dessous présente la typologie des logements à Mennevret en 2018 en comparaison avec celle de l'Aisne et de la France entière. Une caractéristique marquante du parc de logements est ainsi une proportion de résidences secondaires et logements occasionnels (5,3 %) supérieure à celle du département (3,5 %) mais inférieure à celle de la France entière (9,7 %). Concernant le statut d'occupation de ces logements, 76,9 % des habitants de la commune sont propriétaires de leur logement (76,1 % en 2013), contre 61,6 % pour l'Aisne et 57,5 % pour la France entière.
| Typologie                                               | Mennevret | Aisne | France entière |
| ------------------------------------------------------- | --------- | ----- | -------------- |
| Résidences principales (en %)                           | 83,2      | 86,7  | 82,1           |
| Résidences secondaires et logements occasionnels (en %) | 5,3       | 3,5   | 9,7            |
| Logements vacants (en %)                                | 11,5      | 9,8   | 8,2            |

## Toponymie
Le village est cité pour la première fois sous l'appellation de Meslevrel en 1217, puis Meislevrel, Mellevriel, Mainlevrel, Maisnevrel, Mainevrel, Mainnevret, Mainevrette, Mainnevreil, Mennevreel au XVIIIe siècle sur la carte de Cassini et enfin l'orthographe actuelle Mennevret au XIXe siècle.
Peut-être du bas latin mansus « habitation rurale » et de l'adjectif liberalis « d'hommes libres », par opposition à mansus servilis « demeure de serfs » ou peut être composé de mansus et leporellus, « la ferme aux lièvres ».

## Histoire

### Moyen Âge
Une charte de 1217 conservée aux archives de l'Aisne indique la présence dans cette commune d'une maladrerie (il s'agit apparemment d'une léproserie).

### Temps modernes

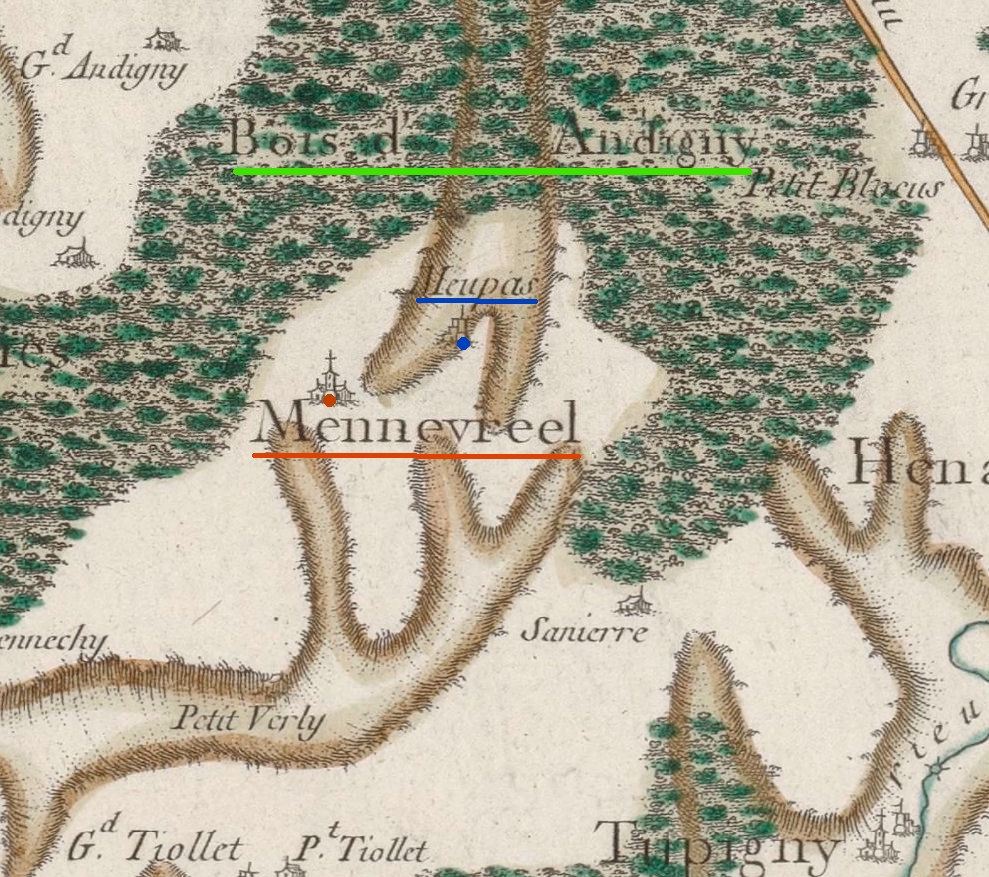
Carte de Cassini du secteur
(vers 1750).

La carte de Cassini montre qu'au XVIIIe siècle, Mennevret est une paroisse au sud de la forêt d'Andigny.

Au nord-est, le hameau de Meupas est aujourd'hui accolé au village (rue du Mepas)

### Époque contemporaine
Première Guerre mondiale
Le village a été décoré de la Croix de guerre 1914-1918 le 26 octobre 1920.

## Politique et administration

### Rattachements administratifs et électoraux
La commune se trouve dans l'arrondissement de Vervins du département de l'Aisne. Pour l'élection des députés, elle fait partie depuis 1988 de la troisième circonscription de l'Aisne.
Elle faisait partie depuis 1793 du canton de Wassigny. Dans le cadre du redécoupage cantonal de 2014 en France, la commune est désormais intégrée au canton de Guise

### Intercommunalité
La commune était membre de la communauté de communes de la Thiérache d'Aumale; créée fin 1992.
Dans le cadre des dispositions de la loi portant nouvelle organisation territoriale de la République du 7 août 2015, qui prévoit que les établissements publics de coopération intercommunale (EPCI) à fiscalité propre doivent avoir un minimum de 15 000 habitants, cette petite intercommunalité a du fusionner avec sa voisine, pour fiormer le 1er janvier 2017, la communauté de communes Thiérache Sambre et Oise, dont est désormais membre la commune.

### Liste des maires
| Période                                  | Période                        | Identité                        | Étiquette | Qualité |
| ---------------------------------------- | ------------------------------ | ------------------------------- | --------- | --- |
| Les données manquantes sont à compléter. |                                |                                 |           | |
| avant 1877                               | après 1879                     | Auguste Nicolas Eloi Ducastelle |           | |
| Les données manquantes sont à compléter. |                                |                                 |           | |
| mars 2001                                | octobre 2007                   | André Leclère                   |           | Décédé en fonction                                                                                         |
| novembre 2007                            | avril 2014                     | Michel Lambert                  |           | Médecin |
| avril 2014                               | janvier 2020                   | Marc Soriaux                    | DVD       | Cadre retraité de banque Vice-président de la CC Thiérache Sambre et Oise (2017 → 2020) Décédé en fonction |
| mars 2020                                | octobre 2022                   | Gisèle Dufour                   |           | Employée retraitée Démissionnaire                                                                          |
| décembre 2022                            | En cours (au 16 décembre 2022) | Philippe Roisin                 |           | Commerçant                                                                                                 |

## Démographie
L'évolution du nombre d'habitants est connue à travers les recensements de la population effectués dans la commune depuis 1793. Pour les communes de moins de 10 000 habitants, une enquête de recensement portant sur toute la population est réalisée tous les cinq ans, les populations de référence des années intermédiaires étant quant à elles estimées par interpolation ou extrapolation. Pour la commune, le premier recensement exhaustif entrant dans le cadre du nouveau dispositif a été réalisé en 2008.

En 2022, la commune comptait 654 habitants, en évolution de +2,03 % par rapport à 2016 (Aisne : −1,97 %, France hors Mayotte : +2,11 %).
| 1793 | 1800  | 1806  | 1821  | 1831  | 1836  | 1841  | 1846  | 1851  |
| ---- | ----- | ----- | ----- | ----- | ----- | ----- | ----- | ----- |
| 947  | 1 117 | 1 211 | 1 507 | 1 901 | 1 878 | 1 979 | 2 164 | 2 192 |

| 1856  | 1861  | 1866  | 1872  | 1876  | 1881  | 1886  | 1891  | 1896  |
| ----- | ----- | ----- | ----- | ----- | ----- | ----- | ----- | ----- |
| 2 219 | 2 334 | 2 387 | 2 289 | 2 253 | 2 192 | 2 147 | 2 102 | 2 094 |

| 1901  | 1906  | 1911  | 1921  | 1926  | 1931  | 1936  | 1946 | 1954 |
| ----- | ----- | ----- | ----- | ----- | ----- | ----- | ---- | ---- |
| 1 947 | 1 781 | 1 606 | 1 308 | 1 166 | 1 070 | 1 024 | 854  | 789  |

| 1962 | 1968 | 1975 | 1982 | 1990 | 1999 | 2006 | 2008 | 2013 |
| ---- | ---- | ---- | ---- | ---- | ---- | ---- | ---- | ---- |
| 792  | 770  | 703  | 649  | 656  | 653  | 664  | 667  | 634  |

| 2018 | 2022 | - | - | - | - | - | - | - |
| ---- | ---- | - | - | - | - | - | - | - |
| 661  | 654  | - | - | - | - | - | - | - |

## Culture locale et patrimoine

### Lieux et monuments
- Église Saint-Nicolas de Mennevret
- Cimetière militaire allemand de Mennevret
- Forêt domaniale d'Andigny

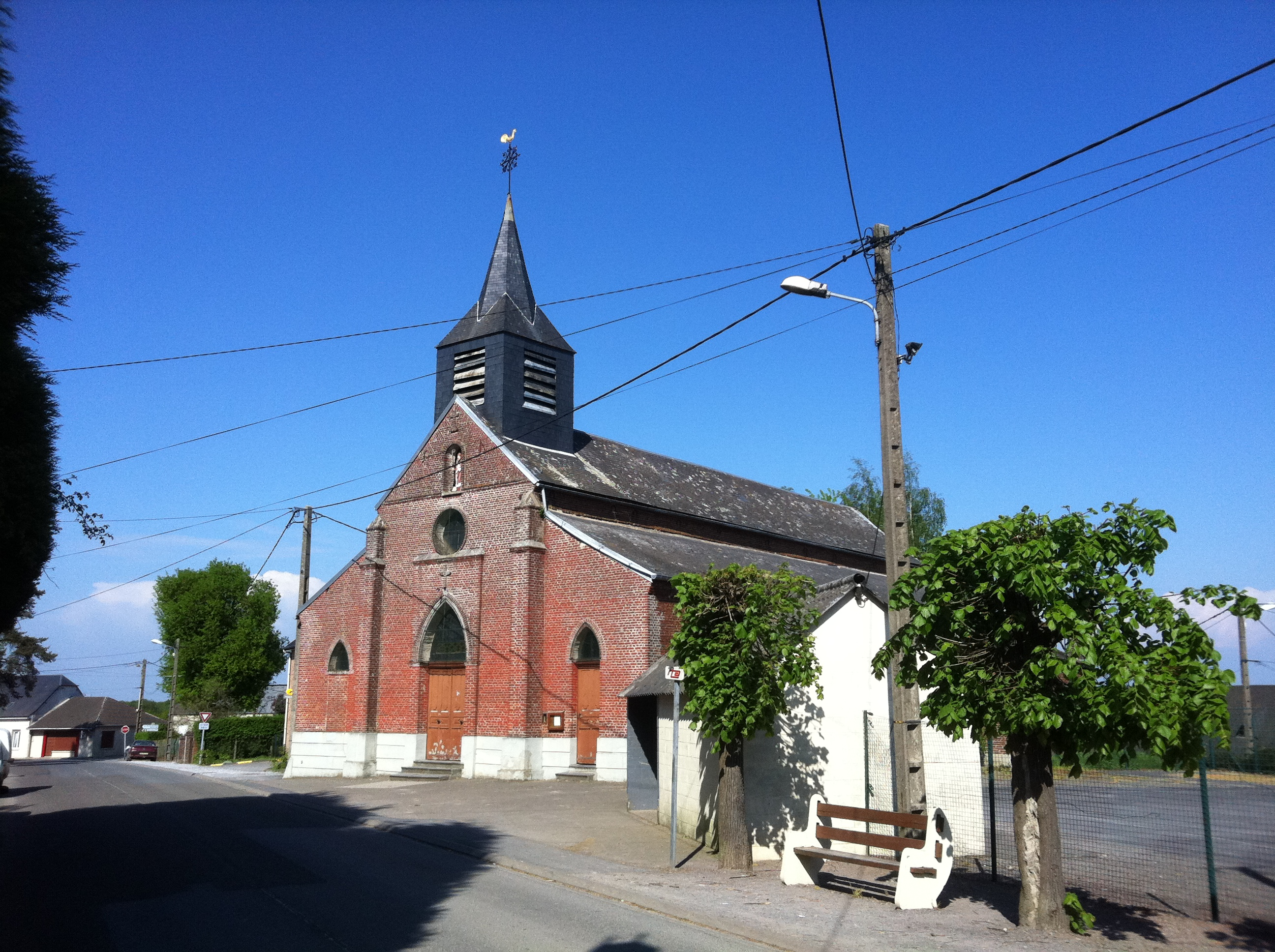
L'église Saint-Nicolas
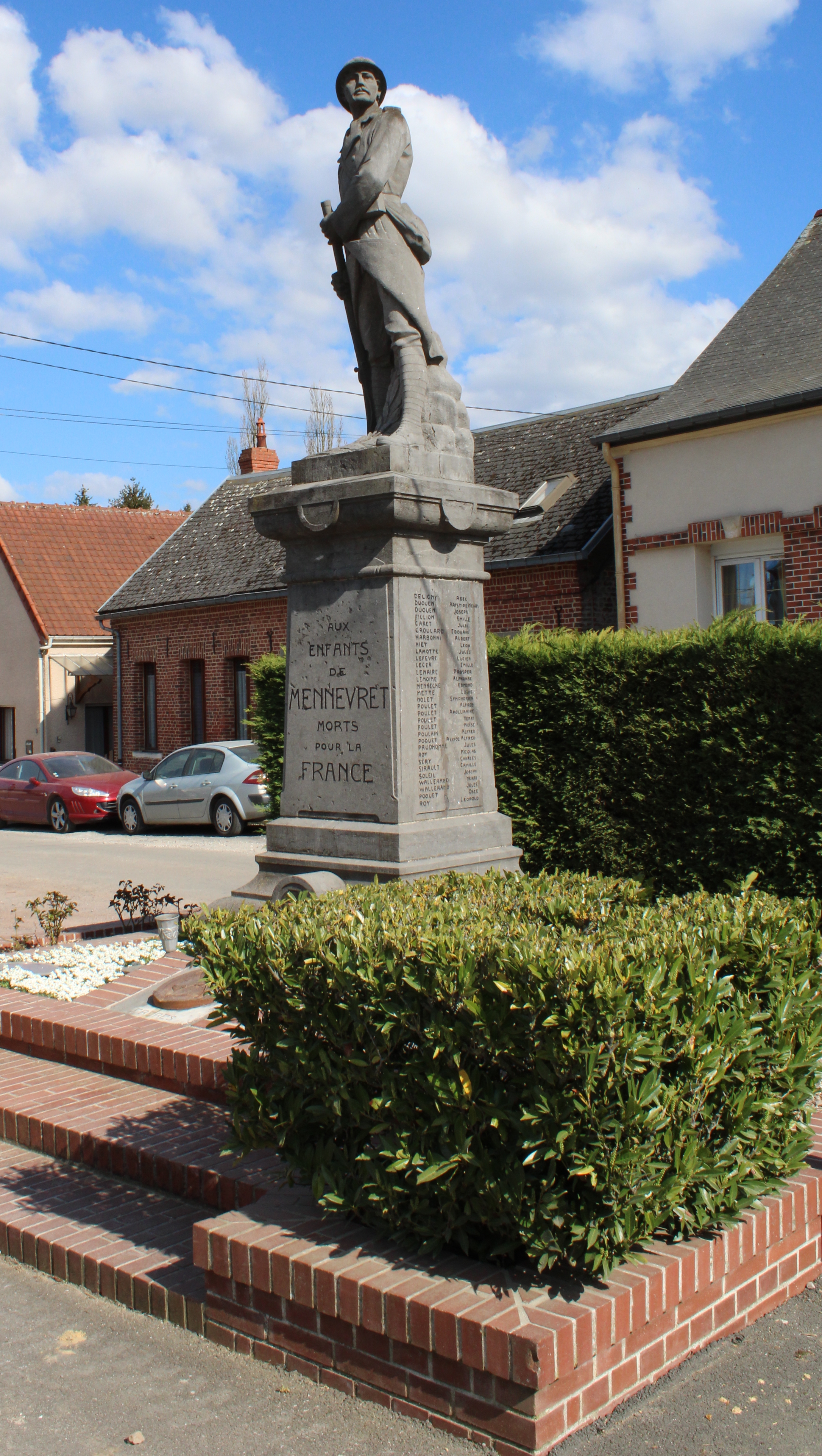
Le monument aux morts 1914-1918.
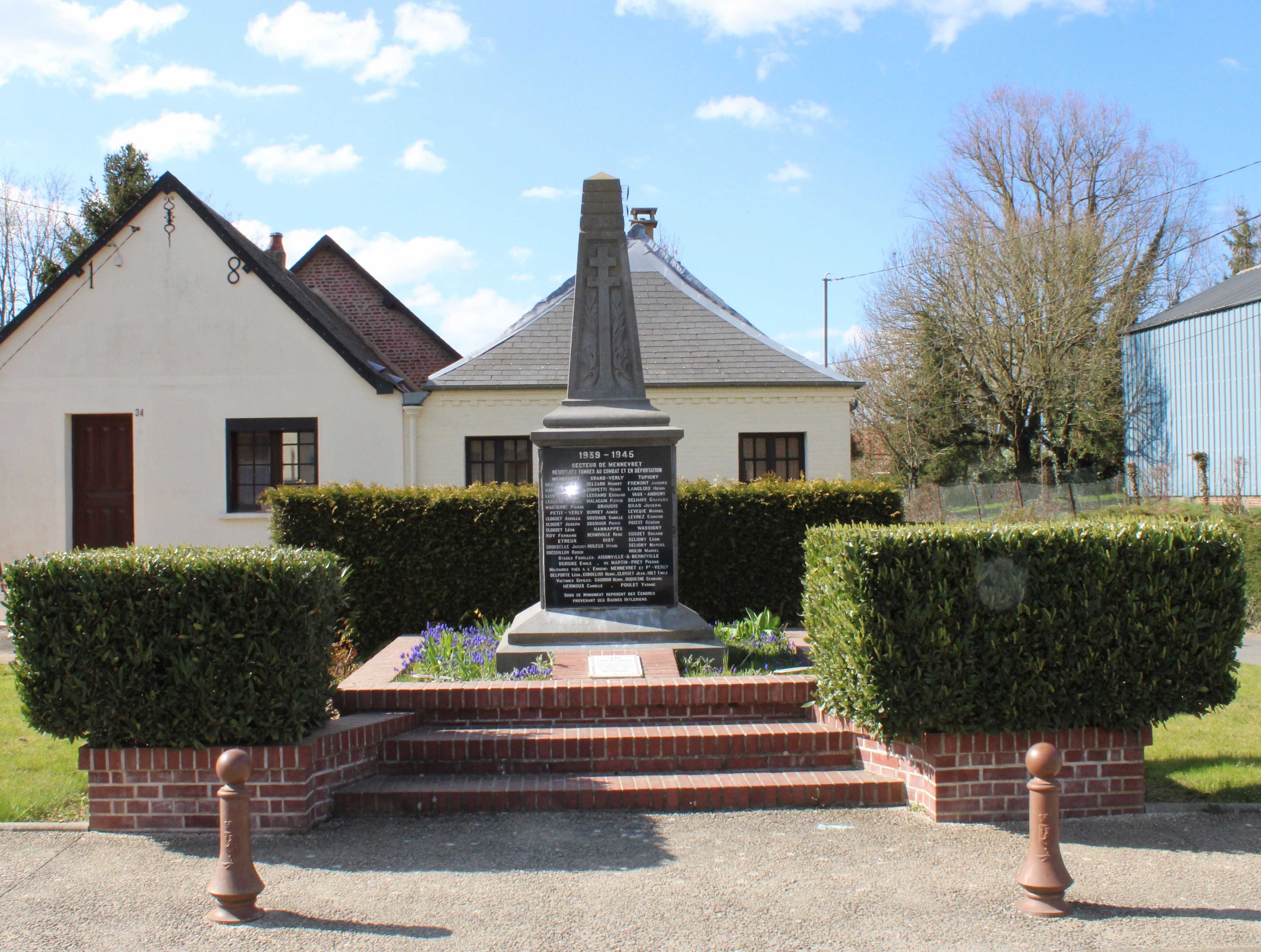
Le monument aux morts 1939-1945.
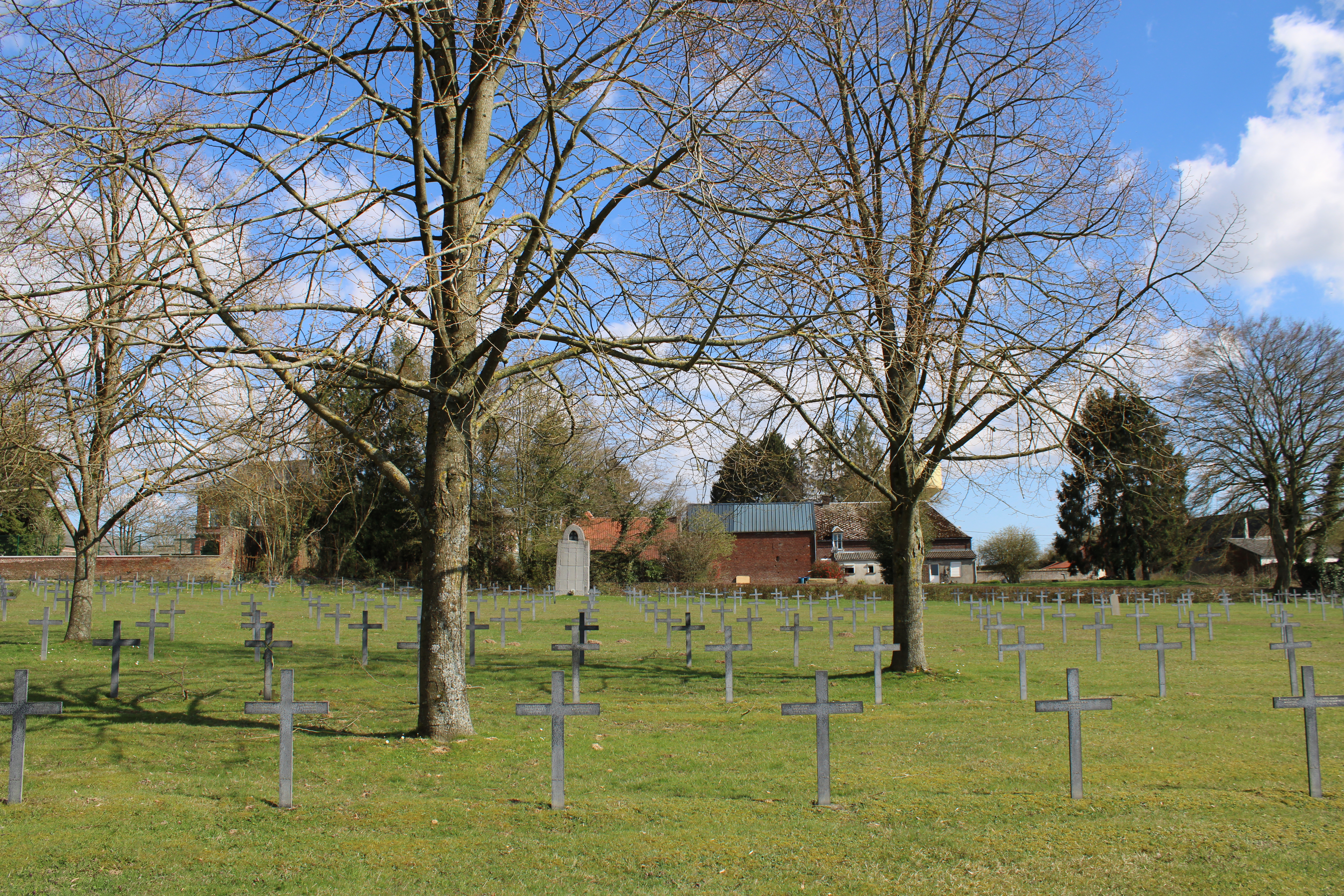
Cimetière militaire allemand

## Héraldique
| Blason de Mennevret | Blason  | Écartelé: au 1er bandé d'or et de gueules à la tour d'argent ouverte et ajourée de sable brochant, au 2e d'azur à trois jonquilles empoignées d'or tigées et feuillées de sinople, au 3e de sinople à la serpe d'argent emmanchée d'or posée en bande, au 4e d'argent au chêne coupé de sinople, englanté d'or et fûté de tenné. |
| Blason de Mennevret | Détails | Le statut officiel du blason reste à déterminer. |